# Isse, Marne
Isse är en kommun i departementet Marne i regionen Grand Est (tidigare regionen Champagne-Ardenne) i nordöstra Frankrike. Kommunen ligger i kantonen Châlons-en-Champagne 2e Canton som tillhör arrondissementet Châlons-en-Champagne. År 2022 hade Isse 109 invånare.

## Befolkningsutveckling
Antalet invånare i kommunen Isse
| Referens: INSEE |